# Чемпіонат Європи з футболу 2024 (кваліфікаційний раунд, група B)
Група B кваліфікації УЄФА Євро-2022 — одна з 10 груп для визначення команд, які пройдуть до Чемпіонату Європи 2024 у Німеччині. Група B складається з 5 команд: Гібралтар, Греція, Ірландія, Нідерланди та Франція. Команди зіграють одна з одною вдома та на виїзді за круговою системою.
Дві кращі команди групи потраплять напряму до Чемпіонату Європи 2024. В той час, як учасники плей-оф визначаються на основі результатів Ліги націй УЄФА 2022–23.

## Турнірна таблиця
| Поз | Команда    | І | В | Н | П | ГЗ | ГП | РГ  | О  | Кваліфікація                       |     | Франція | Нідерланди | Греція | Республіка Ірландія | Гібралтар |
| --- | ---------- | - | - | - | - | -- | -- | --- | -- | ---------------------------------- | --- | ------- | ---------- | ------ | ------------------- | --------- |
| 1   | Франція    | 8 | 7 | 1 | 0 | 29 | 3  | +26 | 22 | Кваліфікація до фінального турніру |     | —       | 4:0        | 1:0    | 2:0                 | 14:0      |
| 2   | Нідерланди | 8 | 6 | 0 | 2 | 17 | 7  | +10 | 18 | Кваліфікація до фінального турніру |     | 1:2     | —          | 3:0    | 1:0                 | 3:0       |
| 3   | Греція     | 8 | 4 | 1 | 3 | 14 | 8  | +6  | 13 | Вихід до плей-оф через Лігу націй  |     | 2:2     | 0:1        | —      | 2:1                 | 5:0       |
| 4   | Ірландія   | 8 | 2 | 0 | 6 | 9  | 10 | −1  | 6  |                                    |     | 0:1     | 1:2        | 0:2    | —                   | 3:0       |
| 5   | Гібралтар  | 8 | 0 | 0 | 8 | 0  | 41 | −41 | 0  |                                    | 0:3 | 0:6     | 0:3        | 0:4    | —                   |           |

## Матчі
УЄФА опублікували розклад матчів 10 жовтня 2022, на наступний день після жеребкування. Час вказано у EET/EEST (київський час) (місцевий час, якщо відрізняється, вказано в дужках).
| 24 березня 2023 21:45 (20:45 CET) |

| Франція                                        | 4:0      | Нідерланди |
| ---------------------------------------------- | -------- | ---------- |
| - Грізманн 2' - Упамекано 8' - Мбаппе 21', 88' | Протокол |            |

| Стад-де-Франс, Сен-Дені Глядачів: 77 328 Арбітр: Мауріціо Маріані (Італія) |

| 24 березня 2023 21:45 (20:45 CET) |

| Гібралтар | 0:3      | Греція                                     |
| --------- | -------- | ------------------------------------------ |
|           | Протокол | - Масурас 11' - Сіопіс 45' - Бакасетас 58' |

| Алгарве, Фару Глядачів: 390 Арбітр: Рохіт Саггі (Норвегія) |

| 27 березня 2023 21:45 (20:45 CEST) |

| Нідерланди                 | 3:0      | Гібралтар |
| -------------------------- | -------- | --------- |
| - Депай 23' - Аке 50', 82' | Протокол |           |

| Де Кейп, Роттердам Глядачів: 36 327 Арбітр: Мортен Крог (Данія) |

| 27 березня 2023 21:45 (19:45 IST) |

| Ірландія | 0:1      | Франція     |
| -------- | -------- | ----------- |
|          | Протокол | - Павар 50' |

| Авіва, Дублін Глядачів: 50 219 Арбітр: Артур Діаш (Португалія) |

| 16 червня 2023 21:45 |

| Греція                           | 2:1      | Ірландія    |
| -------------------------------- | -------- | ----------- |
| Бакасетас 15' (пен.) Масурас 49' | Протокол | Коллінз 27' |

| Агіа Софія, Афіни Глядачів: 17 452 Арбітр: Гаральд Лехнер (Австрія) |

| 16 червня 2023 21:45 (20:45 CEST) |

| Гібралтар | 0:3      | Франція                                     |
| --------- | -------- | ------------------------------------------- |
|           | Протокол | Жіру 3' Мбаппе 45+3' (пен.) Муелхі 78' (аг) |

| Алгарве, Фару Глядачів: 4 065 Арбітр: Євген Арановський (Україна) |

| 19 червня 2023 21:45 (20:45 CEST) |

| Франція           | 1:0      | Греція |
| ----------------- | -------- | ------ |
| Мбаппе 55' (пен.) | Протокол |        |

| Стад-де-Франс, Сен-Дені Глядачів: 76 500 Арбітр: Антоніо Матео Лаос (Іспанія) |

| 19 червня 2023 21:45 (19:45 IST) |

| Ірландія                             | 3:0      | Гібралтар |
| ------------------------------------ | -------- | --------- |
| Джонстон 52' Фергюсон 59' Айда 90+2' | Протокол |           |

| Авіва, Дублін Глядачів: 42 156 Арбітр: Маріан Александру Барбу (Румунія) |

| 7 вересня 2023 21:45 (20:45 CEST) |

| Франція               | 2:0      | Ірландія |
| --------------------- | -------- | -------- |
| Чуамені 19' Тюрам 48' | Протокол |          |

| Парк де Пренс, Париж Глядачів: 43 995 Арбітр: Урс Шнідер (Швейцарія) |

| 7 вересня 2023 21:45 (20:45 CEST) |

| Нідерланди                        | 3:0      | Греція |
| --------------------------------- | -------- | ------ |
| де Рон 17' Гакпо 31' Веггорст 39' | Протокол |        |

| Філіпс, Ейндговен Глядачів: 32 079 Арбітр: Майкл Олівер (Англія) |

| 10 вересня 2023 21:45 (19:45 IST) |

| Ірландія       | 1:2      | Нідерланди                    |
| -------------- | -------- | ----------------------------- |
| Айда 4' (пен.) | Протокол | Гакпо 19' (пен.) Веггорст 56' |

| Авіва, Дублін Глядачів: 49 807 Арбітр: Ірфан Пельто (Боснія і Герцеговина) |

| 10 вересня 2023 21:45 |

| Греція                                           | 5:0      | Гібралтар |
| ------------------------------------------------ | -------- | --------- |
| Пелкас 9' Мавропанос 23', 82' Масурас 70', 90+1' | Протокол |           |

| Агіа Софія, Афіни Глядачів: 9 774 Арбітр: Манфредас Лук'янчукас (Литва) |

| 13 жовтня 2023 21:45 (20:45 CEST) |

| Нідерланди  | 1:2      | Франція        |
| ----------- | -------- | -------------- |
| Гартман 83' | Протокол | Мбаппе 7', 53' |

| Йоган Кройф Арена, Амстердам Глядачів: 51 310 Арбітр: Фелікс Цваєр (Німеччина) |

| 13 жовтня 2023 21:45 (19:45 IST) |

| Ірландія | 0:2      | Греція                     |
| -------- | -------- | -------------------------- |
|          | Протокол | Якумакіс 20' Масурас 45+4' |

| Авіва, Дублін Глядачів: 41 239 Арбітр: Гленн Нюберг (Швеція) |

| 16 жовтня 2023 21:45 |

| Греція | 0:1      | Нідерланди            |
| ------ | -------- | --------------------- |
|        | Протокол | ван Дейк 90+3' (пен.) |

| Агіа Софія, Афіни Глядачів: 24 967 Арбітр: Алехандро Ернандес Ернандес (Іспанія) |

| 16 жовтня 2023 21:45 (20:45 CEST) |

| Гібралтар | 0:4      | Ірландія                                         |
| --------- | -------- | ------------------------------------------------ |
|           | Протокол | Фергюсон 8' Джонстон 28' Доерті 60' Робінсон 80' |

| Алгарве, Фару Глядачів: 4 000 Арбітр: Крістіан-Петру Кіочирка (Австрія) |

| 18 листопада 2023 21:45 (20:45 CET) |

| Франція | 14:0     | Гібралтар |
| --- | -------- | --------- |
| Сантос 3' (аг) М. Тюрам 4' Заїрі-Емері 16' Мбаппе 30' (пен.), 74', 82' Клос 34' Коман 36', 65' Фофана 37' Рабйо 63' Дембеле 73' Жіру 89', 90+1' | Протокол |           |

| Альянц Рив'єра, Ніцца Глядачів: 32 758 Арбітр: Джон Брукс (Англія) |

| 18 листопада 2023 21:45 (20:45 CET) |

| Нідерланди   | 1:0      | Ірландія |
| ------------ | -------- | -------- |
| Веггорст 12' | Протокол |          |

| Йоган Кройф Арена, Амстердам Глядачів: 51 811 Арбітр: Марко Ді Белло (Італія) |

| 21 листопада 2023 21:45 |

| Греція                      | 2:2      | Франція                   |
| --------------------------- | -------- | ------------------------- |
| Бакасетас 56' Йоаннідіс 61' | Протокол | Коло Муані 42' Фофана 74' |

| Агіа Софія, Афіни Глядачів: 24 820 Арбітр: Даніель Зіберт (Німеччина) |

| 21 листопада 2023 21:45 (20:45 CET) |

| Гібралтар | 0:6      | Нідерланди                                               |
| --------- | -------- | -------------------------------------------------------- |
|           | Протокол | Стенгс 10', 50', 62' Віффер 23' Копмейнерс 38' Гакпо 81' |

| Алгарве, Фару Глядачів: 2 280 Арбітр: Арда Кардешлер (Туреччина) |

## Бомбардири
Протягом турніру було забито  69 голів у 20 матчах, з середнім показником 3.45 голів за матч.
9 голів
- Кіліан Мбаппе

5 голів
- Йоргос Масурас

3 голи
- Анастасіос Бакасетас
- Коді Гакпо
- Калвін Стенгс
- Ваут Веггорст
- Олів'є Жіру

2 голи
- Константінос Мавропанос
- Еван Фергюсон
- Адам Айда
- Майкі Джонстон
- Натан Аке
- Кінгслі Коман
- Юссуф Фофана
- Маркус Тюрам

1 гол
- Фотіс Йоаннідіс
- Дімітриос Пелкас
- Маноліс Сіопіс
- Йоргос Якумакіс
- Натан Коллінз
- Метт Доерті
- Каллум Робінсон
- Мемфіс Депай
- Мартен де Рон
- Квіліндсхі Гартман
- Тен Копмейнерс
- Вірджил ван Дейк
- Матс Віффер
- Антуан Грізманн
- Усман Дембеле
- Воррен Заїр-Емері
- Жонатан Клосс
- Рандаль Коло Муані
- Бенжамен Павар
- Адріан Рабйо
- Дайо Упамекано
- Орельєн Чуамені

1 автогол
- Аймен Муелхі (проти Франції)
- Ітан Сантос (проти Франції)

## Дисциплінарні покарання
Гравець автоматично пропускає наступний матч за наступні дисциплінарні порушення:
- Червона картка (відсторонення за червону картку може бути збільшене за серйозні порушення)
- 3 жовті картки у трьох різних матчах (відсторонення за червону також поширюється і на плей-оф, але не на фінальний турнір чи і подальші міжнародні матчі)

Гравці відбули (чи відбудуть) наступні дисциплінарні покарання: 
| Команда    | Гравець                 | Порушення                                                                                       | Відсторонено на матч(і)          |
| ---------- | ----------------------- | ----------------------------------------------------------------------------------------------- | -------------------------------- |
| Гібралтар  | Ліам Волкер             | пр. Нідерландів (27 березня 2023)                                                               | пр. Франції (16 червня 2023)     |
| Греція     | Константінос Мавропанос | пр. Франції (19 червня 2023)                                                                    | пр. Нідерландів (7 вересня 2023) |
| Греція     | Дімітріс Курбеліс       | пр. Франції (19 червня 2023) пр. Нідерландів (7 вересня 2023) пр. Нідерландів (16 жовтня 2023)  | пр. Франції (21 листопада 2023)  |
| Греція     | Петрос Манталос         | пр. Ірландії (16 червня 2023) пр. Нідерландів (7 вересня 2023) пр. Нідерландів (16 жовтня 2023) | пр. Франції (21 листопада 2023)  |
| Ірландія   | Метт Доерті             | пр. Греції (16 червня 2023)                                                                     | пр. Гібралтару (19 червня 2023)  |
| Нідерланди | Дензел Дюмфріс          | пр. Аргентини на Чемпіонаті світу 2022 (9 грудня 2022)                                          | пр. Франції (24 березня 2023)    |

| ЖК           | жовта картка                                      |
| ЖК · YK · RK | непряма червона картка (дві жовті в одному матчі) |
| RK           | червона картка                                    |
| ЖК · RK      | жовта та червона картка в одному матчі            |

## Позначки
1. ↑  EET (UTC+2) для матчів до 26 березня та у листопаді 2023, та EEST (UTC+3) для решти матчів.
2. 1 2 3 4  Домашні матчі Гібралтару пройдуть на стадіоні Ештадіу Алгарве у Фару (Португалія), оскільки їх стадіон — Вікторія у Гібралтарі — на реконструкції.[5]